# Hajo Funke

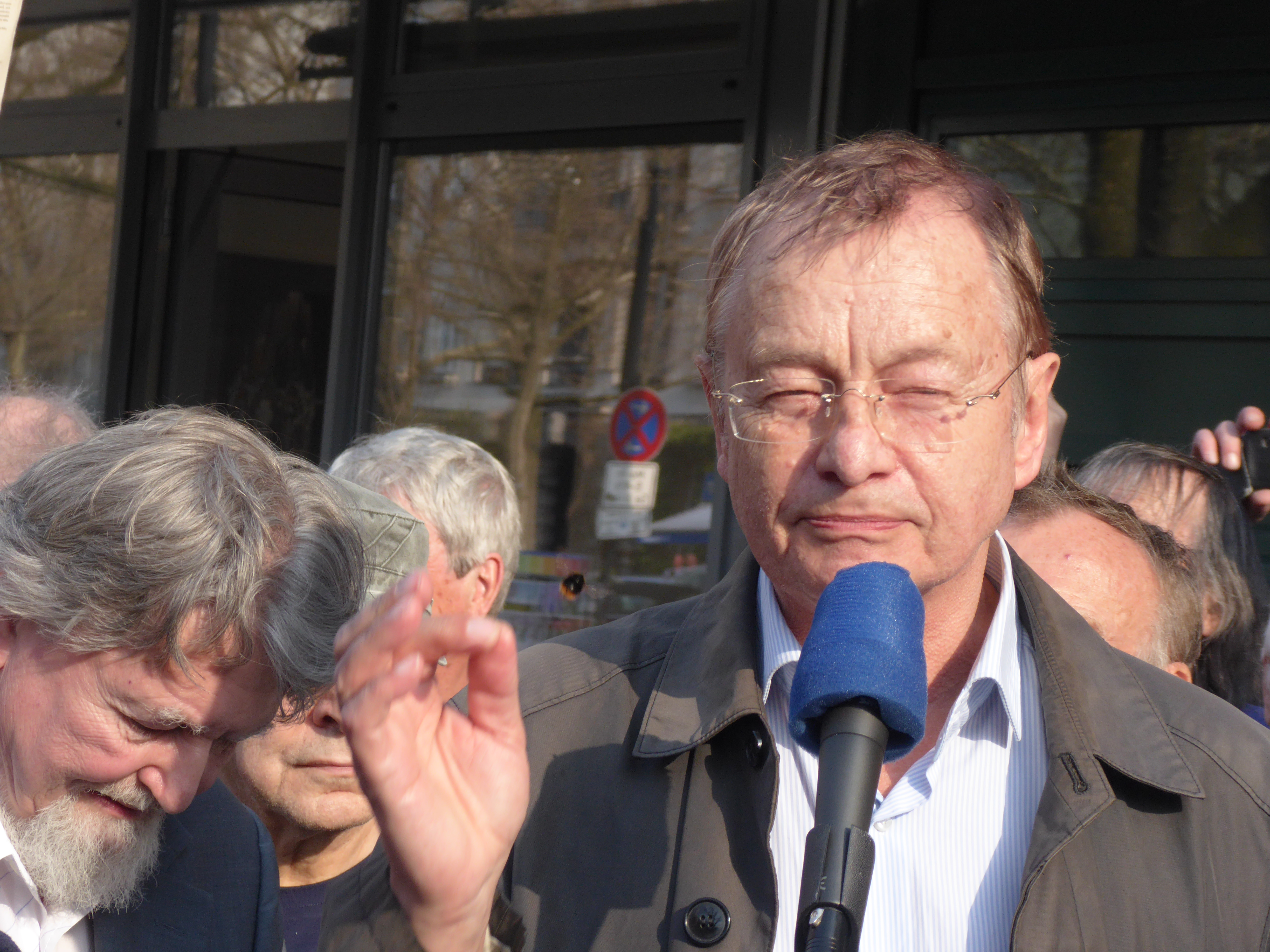
Funke bei der Gedenkveranstaltung für Rudi Dutschke 2018

Hans-Joachim „Hajo“ Funke (* 18. November 1944 in Guhrau, Niederschlesien) ist ein deutscher Politikwissenschaftler. Er lehrte von 1993 bis zur Emeritierung 2010 am Otto-Suhr-Institut für Politikwissenschaft der Freien Universität Berlin. Sein Schwerpunkt liegt auf den Untersuchungen zu Rechtsextremismus und Antisemitismus in Deutschland.

## Biografie
Hajo Funke wurde als Sohn des Oberstudienrats Johannes Funke (1917–1998) und dessen Frau Agnes, geb. von der Beeke (1914–2011), im niederschlesischen Guhrau (heute: Góra, Polen) geboren. Sein Vater stammte aus Eckersdorf in Schlesien, trat 1935 der NSDAP bei und diente als Artillerie-Offizier der Wehrmacht im Zweiten Weltkrieg. Funkes Mutter war die Tochter eines Großbauern aus Werwe bei Löningen (Landkreis Cloppenburg). Im Januar 1945 flüchtete sie mit ihren Kindern über Liegnitz an der Oder zurück auf den Hof ihrer Eltern in Werwe, wo die Familie das Kriegsende erlebte.
Funke wuchs in Dinklage im Oldenburger Münsterland heran, wo sein Vater Anfang der 1950er Jahre zum Volksschulrektor berufen wurde. Nach dem Besuch der Grundschule in Cloppenburg (1951–1954) und dem Abitur am Gymnasium Antonianum in Vechta 1964 absolvierte er von 1964 bis 1966 seinen Wehrdienst. Anschließend studierte er Germanistik, Geschichte, Politische Wissenschaft, Soziologie und Philosophie in Berlin; 1971 legte er sein Diplom in Politikwissenschaften ab. Während der Studienzeit war er in der westdeutschen Studentenbewegung aktiv. Er engagierte sich etwa im Sozialistischen Deutschen Studentenbund (SDS) und wurde 1968 Sprecher der studentischen Fachschaft des Otto-Suhr-Instituts für Politikwissenschaft (OSI) der Freien Universität Berlin. Noch im selben Jahr wurden er und seine Mitstreiter abgesetzt, weil sie die vorangegangene Besetzung des OSIs guthießen. Der Publizist Michael L. Müller, damals hochschulpolitischer Korrespondent der Berliner Morgenpost, kommentierte, die Fachschaftsvertretung sei dem „linksextremen AStA-Kurs“ zugeneigt gewesen. Später war Funke dann im Sozialistischen Büro (SB), einer Organisation der Neuen Linken, aktiv.
Von 1971 bis 1977 war er Teilzeit-Assistent am Institut für Politische Wissenschaften (OSI) der Freien Universität Berlin. Sein Thema war die Industrielle Soziologie und Politik. Im November 1978 wurde er an der FU Berlin mit einer von Wolf-Dieter Narr betreuten Arbeit über Taylorisierungstendenzen und Bedingungen der Gegenwehr promoviert. Im Jahre 1977 nahm er eine Stelle als „Research Fellow“ am Wissenschaftszentrum Berlin (WZB) an, die er bis 1983 beibehielt. 1984 habilitierte er sich (Vortrag über Theorien zum Antisemitismus). Danach war er an der Sozialforschungsstelle Dortmund tätig. 1985–1987 untersuchte Funke die Emigration von Juden vor und während der Zeit des Nationalsozialismus. Diese Untersuchung bildete die Grundlage für seine Veröffentlichung Die andere Erinnerung. Interviews und Portraits von Jüdischen Gelehrten im Exil. Er war Gast an Universitäten und Fachhochschulen in Kopenhagen, Linz und Darmstadt.
1987 war er visiting scholar am Center for European Studies an der Harvard University. 1988/89 übernahm er vorübergehend die Vertretungsprofessur von Alexander Schwan, Lehrstuhl der Politischen Philosophie, an der Freien Universität Berlin. 1989–1992 war Funke Associate Professor (DAAD) an der University of California, Berkeley für German Area Studies (Moderne Geschichte (modern history), Literatur (literature), Politik (politics)). Dort unterhielt er engen Kontakt mit dem Literatursoziologen Leo Löwenthal.
1993 kehrte Funke nach Deutschland zurück und wurde Professor für Politische Wissenschaft unter besonderer Berücksichtigung der Verhältnisse von Politik und Kultur am Otto-Suhr-Institut für Politische Wissenschaften der Freien Universität Berlin, an dem er bis 2010 lehrte. Zu seinen akademischen Schülern gehören u. a. Steffen Hagemann, Clemens Heni, Lars Rensmann und Fabian Virchow.
Er war von 2007 bis 2015 Lehrbeauftragter für Holocaust Studies and Communication am Touro College Berlin.
Während des Bosnienkrieges förderte Funke die Arbeit von La Benevolencija – Deutschland e. V. Der überkonfessionelle Verein unterstützte die jüdische Gemeinde im belagerten Sarajevo mit Hilfslieferungen, Öffentlichkeitsarbeit und Fundraising. 1997 wurde Funke Mitglied des Vorstandes. Überdies war er Vorstandsmitglied des DIAK (Deutsch-Israelischer Arbeitskreis für Frieden im Nahen Osten).
Im Jahr 2000 trat Funke, drei Jahre nach dem Tod des sechsjährigen Joseph Kantelberg-Abdullah im Schwimmbad der sächsischen Kleinstadt Sebnitz, als Berater von dessen Familie auf.
Im Prozess Irving gegen Lipstadt und Penguin Books, in dem Irving sich gegen den Vorwurf der Holocaustleugnung zu verwahren versuchte und verlor, verfasste Funke das Gutachten David Irving, Holocaust Denial, And His Connections To Right-Wing Extremists And Neo-National Socialism (Neo-Nazism) In Germany im Hauptverfahren.
Er hat gelegentlich als Sachverständiger für die Politik gearbeitet, darunter 2012 auf Einladung der Oppositionsfraktionen im NSU-Untersuchungsausschuss im Bayerischen Landtag.
Er lebt in Berlin-Charlottenburg.
Im Februar 2023 gehörte Funke zu den Erstunterzeichnern einer von Sahra Wagenknecht und Alice Schwarzer initiierten Petition Manifest für Frieden, die zu einer Intensivierung von Verhandlungen, Diplomatie und humanitärer Hilfe statt zur Ausdehnung militärischer Unterstützung der Ukraine im Zuge des Russischen Überfalls auf die Ukraine aufrief.
Im April 2024 rief er mit Michael von der Schulenburg und Harald Kujat zur Unterstützung der chinesischen Friedensbemühungen auf, da die Ukraine den Krieg nicht mehr gewinnen könne.

## Auszeichnungen
Am 18. November 2019 erhielt Funke das Bundesverdienstkreuz. Die Verleihung fand im Roten Rathaus statt.

## Veröffentlichungen (Auswahl)
Aufsätze
- Antidemokratische Potentiale. Risiken für das Wahljahr 1990. In: Hans-Gerd Jaschke (Hrsg.): Das Herz denkt rechts. Vereinigte antidemokratische Potentiale. Verlag 2000, Frankfurt/M. 1990, ISBN 3-88534-053-4 (Widersprüche; 35).
- Der aufhaltsame Marsch der neuen Rechten durch die Institutionen. In: Blätter für deutsche und internationale Politik, Bd. 42, Nr. 1998, Heft 2, ISSN 0006-4416, S. 175–185.
- Betriebsnahe Rationalisierungsabwehr als Element einer gewerkschaftlichen Humanisierungsstrategie. In: Argumente Sonderband 14 (1977).
- Demokratieaufbau Ost. In: Blätter für deutsche und internationale Politik. Bd. 43, Nr. 1998, Heft 6, ISSN 0006-4416, S. 650–654.
- Die neue Tarifkonzeption der IG Metall zum Rationalisierungsschutz. In: Otto Jacobi (Hrsg.): Kritisches Gewerkschaftsjahrbuch 1977/78, S. 73–82.
- Shareholder Partei Deutschlands. In: Blätter für deutsche und internationale Politik, Bd. 44, Nr. 1999, Heft 10, ISSN 0006-4416, S. 1163–1164.
- Die Stärke der soft Power. Erfolg heiligt die Mittel? In: Blätter für deutsche und internationale Politik, Bd. 48, Nr. 2003, Heft 6, ISSN 0006-4416, S. 691–692.
- Was tun gegen rechts? – Gegenwärtige No-go-areas. In: Gewerkschaftliche Monatshefte (GMH), Jg. 51, Nr. 2000, Heft 11, S. 637–646.
- Kinder der Einheit: Die soziale Dynamik des Rechtsextremismus, Hajo Funke, Lars Rensmann In: Blätter für deutsche und internationale Politik 9 (2000), S. 1069–1078.
- Neuer Rechtsextremismus in Deutschland: Zeitgenössische Erscheinungsformen, Ursachen, Dynamiken. Hajo Funke, Lars Rensmann, Hans-Peter Waldhoff, Berlin 2002.
- Auf dem Weg zum tiefen Staat? Die Bundesrepublik und die Übermacht der Dienste. von Hajo Funke und Micha Brumlik. In: Blätter für deutsche und internationale Politik, August 2013.

Bücher
- Industriearbeit und Gesundheitsverschleiss. Materialien einer Diskussion zwischen Gewerkschaftern und Wissenschaftlern zum Gesundheitsverschleiß im Produktionsprozeß und seinen Konsequenzen für eine gesundheitsbewußte Gewerkschaftspolitik. 2. Aufl. Europäische Verlagsanstalt, Köln 1975 (zusammen mit Brigitte Geißler und Peter Thoma), ISBN 3-434-10061-X.
- Taylorisierungstendenzen und Bedingungen der Gegenwehr. (Berlin, Freie Univ., Diss., 1978).
- Betriebsnahe Belastungsabwehr in einer norddeutschen Werft. Zur Entwicklung und Durchführung einer Befragung von Arbeitern durch Arbeiter; ein Ansatz zur Arbeiterforschung. Internationales Institut für Vergleichende Gesellschaftsforschung, Wissenschaftszentrum Berlin, Berlin West 1978 (zusammen mit Adolf Brock).
- Arbeit darf nicht krank machen. Alternativen zur betrieblichen Gesundheitspolitik. Campus-Verlag, Frankfurt/M. 1983, ISBN 3-593-33087-3.
- Die andere Erinnerung. Gespräche mit jüdischen Wissenschaftlern im Exil. Fischer-Taschenbuchverlag, Frankfurt/M. 1989, ISBN 3-596-24610-5.
- Auf dem Weg zur Nation? Über deutsche Identität nach Auschwitz. Verlag Haag + Herchen, Frankfurt/M. 1989, ISBN 3-89228-325-7.
- Frieden jetzt. Geschichte und Arbeit israelischer Friedengruppen. Verlag Haag + Herchen, Frankfurt/M. 1989, ISBN 3-89228-324-9.
- „Republikaner“. Rassismus, Judenfeindschaft, nationaler Größenwahn; zu den Potentialen der Rechtsextremen am Beispiel der Republikaner. Aktion Sühnezeichen, Friedensdienste, Berlin 1989, ISBN 3-89246-015-9.
- „Jetzt sind wir dran.“ Nationalismus im geeinten Deutschland; Aspekte der Einigungspolikt und nationalistische Potentiale in Deutschland; eine Streitschrift. Aktion Sühnezeichen, Friedensdienste, Berlin 1991, ISBN 3-89246-023-X.
- Brandstifter. Deutschland zwischen Demokratie und völkischem Nationalismus. Lamuv Verlag, Göttingen 1993, ISBN 3-88977-324-9.
- „Ich will mich nicht daran gewöhnen“. Fremdenfeindlichkeit in Oranienburg. Verlag Das Arabische Buch, Berlin 1998, ISBN 3-86093-189-X (zusammen mit Markus Kemper und Hartmut Klier).
- Unter unseren Augen. Ethnische Reinheit: Die Politik des Regime Milosevic und die Rolle des Westens. Verlag Das Arabische Buch, Berlin 1999, ISBN 3-86093-219-5 (zusammen mit Alexander Rhotert).
- Umkämpftes Vergessen. Walser-Debatte, Holocaust-Mahnmal und neuere deutsche Geschichtspolitik. Verlag Hans Schiler, Berlin 2000, ISBN 3-89930-240-0 (zusammen mit Micha Brumlik und Lars Rensmann).
- Paranoia und Politik. Rechtsextremismus in der Berliner Republik. Verlag Hans Schiler, Berlin 2002, ISBN 3-89930-241-9.
- Der amerikanische Weg. Hegemonialer Nationalismus in der US-Administration. Verlag Hans Schiler, Berlin 2002, ISBN 3-89930-043-2.
- Gott Macht Amerika. Ideologie, Religion und Politik der US-amerikanischen Rechten. Verlag Hans Schiler, Berlin 2006, (Schriftenreihe Politik und Kultur, Band 7.)
- Autoritarismus und Demokratie. Politische Theorie und Kultur in der globalen Moderne. Wochenschau-Verlag, Schwalbach 2011, ISBN 978-3-89974-679-2 (zusammen mit Lars Rensmann und Steffen Hagemann).
- Von Wutbürgern und Brandstiftern: AfD – Pegida – Gewaltnetze. Mitarbeit Ralph Gabriel, vbb (Verlag für Berlin-Brandenburg), Berlin 2016, ISBN 978-3-945256-64-0.
- Antiautoritär. 50 Jahre Studentenbewegung. Die politisch-kulturellen Umbrüche. Eine Flugschrift, Hamburg 2017, ISBN 978-3-89965-770-8.
- mit Walid Nakschbandi: Deutschland, die herausgeforderte Demokratie. Fischer, Frankfurt am Main 2017, ISBN 978-3-10-490609-6.
- mit Christiane Mudra: Gäriger Haufen: Die AfD: Ressentiments, Regimewechsel und völkische Radikale. Handreichung zum demokratischen Widerstand. VSA-Verlag 2018, ISBN 978-3-89965-821-7.[19]
- Der Kampf um die Erinnerung. Hitlers Erlösungswahn und seine Opfer, VSA-Verlag, Hamburg 2019, ISBN 978-3-89965-842-2.
- Die Höcke-AfD. Vom gärigen Haufen zur rechtsextremen »Flügel«-Partei, VSA-Verlag, Hamburg 2020, ISBN 978-3-96488-066-6.
- Black Lives Matter in Deutschland. George Floyd und die Diffamierung von Achille Mbembe als Antisemit – eine Streitschrift über (post)koloniale Konflikte, VSA-Verlag, Hamburg 2021, ISBN 978-3-96488-102-1.
- Ukraine – Verhandeln ist der einzige Weg zum Frieden, Die Buchmacherei, Berlin 2023, ISBN 978-3-9825440-1-4.
- AfD-Masterpläne. Die rechtsextreme Partei und die Zerstörung der Demokratie, VSA Verlag, Hamburg 2024, ISBN 978-3-96488-210-3.